# Station de pompage Blocq van Kuffeler
La station Blocq Kuffeler est une station de pompage située à Almere, dans la province néerlandaise de Flevoland.
C'est la plus grande station de pompage de l'Europe pour sa capacité. Elle est nommée d'après l'ingénieur Blocq de Kuffeler VJP (1878-1963), vice-président du conseil du Zuiderzee.
Elle sert à pomper les eaux en excédent du Zuidelijk Flevoland ou Flevopolder du Sud, séparé hydrauliquement du Oostelijk Flevoland ou Flevopolder de l'Est.
À l'origine cette station avait quatre pompes actionnées par des moteurs diesel ; à partir de 2008 ils ont été remplacés par des moteurs électriques. La station est automatisée, de sorte qu'elle peut être commandée à distance à partir de la Station de pompage Wortman à Lelystad.
| \| Localisation du IJsselmeer dans le Monde \| Amsteldiepdijk Afsluitdijk Houtribdĳk Flevopolder Noordoostpolder Wieringermeer IJsselmeer Markermeer Mer de Wadden Vissering Stat. de pompage Wortman Blocq van Kuffeler Buma Colijn Lovink Lely Smeenge Leemans Écluse Stevin Houtrib Lorentz Krabbersgat Naviduct Nijkerker Écluses d'Orange Hollande du Nord Ultrecht Frise Gueldre Overijssel Récupération Existant Eau douce Eau salée Amsterdam |
| Localisation du IJsselmeer dans le Monde |